# 国際自動車工業連合会
国際自動車工業連合会は、自動車製造業者の国際団体。正式名称はOrganisation Internationale des Constructeurs d'Automobiles。一般にOICAと略される。フランス・パリに本部を置き、自動車産業の利益を代表する。現在約40カ国の自動車関連団体がメンバーとなっており、業者間の意見の交換・調整、自動車関連規制の国際調整のための協議、国際自動車展示会の認定・後援、世界的な視点での自動車生産の統計などをおこなっている。

## OICA認定の主要な自動車展示会
(日本の一般的な呼び名：正式名称 URL)
- 1月：デトロイトモーターショー：North American International Auto Show
- 1月：ブリュッセルモーターショー：Le Salon de l’Auto de Bruxelles
- 2月：シカゴオートショー：Chicago Auto Show
- 2月：アムステルダムモーターショー：AutoRAI ：(読みは"オート・ライ")
- 3月：ジュネーブ・モーターショー：Salon International de l'Auto
- 3月：ソウルモーターショー：Seoul Motor Show
- 6月：バルセロナモーターショー：Salón Automóvil (Salón Internacional del Automóvil)
- 7月：英国国際モーターショー：British International Motor Show
- 9月：フランクフルトモーターショーまたはハノーファーモーターショー：Internationale Automobil-Ausstellung  - (1992年より商用車と乗用車を隔年で開催。商用車は偶数年にハノーファーで、乗用車は奇数年にフランクフルト・アム・マインで開催される。本国では通常IAAとよばれる。)
- 10月：パリサロン：Mondial de l'Automobile'
- 11月：東京モーターショー：Tokyo Motor Show
- 12月：ロサンゼルスオートショー（LAオートショー）：Greater Los Angeles Auto Show

注) 
- 日本の一般的な呼び名における『モーターショー』相当部分は、
  - ショーと短縮されることも多い。例：ジュネーブショー
  - 国際モーターショーとされることもある。例：ブリュッセル国際モーターショー
  - オートショーとされることも多い。例：デトロイトオートショー
- ロサンゼルスモーターショーは2005年10月に認定され、2006年に開催される2007年ロサンゼルスモーターショーからが認定第一回目となる。